# 庐山石韦
庐山石韦（学名：Pyrrosia sheareri）为水龙骨科石韦属下的一个种。

## 外部連結
- 石韋 Shiwei  （页面存档备份，存于） 中藥材圖像數據庫 (香港浸會大學中醫藥學院)

## 扩展阅读
維基物種上的相關：庐山石韦